# Carolco Pictures
Carolco Pictures, Inc., Carolco International N.V., Anabasis Investments – amerykańskie niezależne przedsiębiorstwo zajmujące się finansowaniem, produkcją i dystrybucją filmów, założone w 1976 przez Mario Kassara i Andrew G. Vajnę.
Studio w przeciągu jednej dekady wyprodukowało takie kasowe hity jak m.in. Terminator 2: Dzień sądu, pierwsze trzy części filmów o Rambo (Rambo, Rambo II, Rambo III) oraz poniosło ogromne straty na spektakularnych klapach Showgirls i Wyspa piratów, które doprowadziły Carolco do bankructwa.
Po ogłoszonej upadłości w 1995, studio zostało reaktywowane 31 grudnia 2014 przez firmę Brick Top Productions, która nabyła prawa do nazwy Carolco w listopadzie 2014. Prezesem studia został Mario Kassar, jeden z pierwotnych jego założycieli.

## Lista filmów produkcji studia Carolco
- 1976 – Street People (Gli esecutori) [finansowanie]
- 1976 – Miasteczko w Teksasie (A Small Town in Texas) [finansowanie]
- 1976 – Świat przyszłości (Futureworld) [finansowanie]
- 1976 – Skrzyżowanie Kassandra (The Cassandra Crossing) [finansowanie]
- 1977 – Zasada domina (The Domino Principle) [finansowanie]
- 1977 – Orzeł wylądował (The Eagle Has Landed) [finansowanie]
- 1977 – Maszeruj lub giń (March or Die) [finansowanie]
- 1979 – Milczący partner (The Silent Partner) [produkcja]
- 1979 – Zimowe zabójstwa (Winter Kills) [finansowanie]
- 1979 – Fantastyczna siódemka (The Fantastic Seven) [finansowanie]
- 1979 – L'Infermiera [finansowanie]
- 1980 – Zemsta po latach (The Changeling)
- 1980 – Porwanie prezydenta (The Kidnapping of the President) [finansowanie]
- 1980 – Agencja (The Agency) [finansowanie]
- 1980 – Suzanne [finansowanie]
- 1980 – Shōgun [finansowanie]
- 1980 – Haracz (Tribute) [finansowanie]
- 1981 – Caboblanco [finansowanie]
- 1981 – The High Country [finansowanie]
- 1981 – Ostatni pościg (The Last Chase) [finansowanie]
- 1981 – Ucieczka do zwycięstwa (Escape to Victory) [produkcja]
- 1981 – Ciemnoskóry duplikat (Carbon Copy) [finansowanie]
- 1981 – Twój bilet jest już nieważny (Your Ticket Is No Longer Valid) [finansowanie]
- 1982 – Amator (The Amateur) [produkcja]
- 1982 – Rambo – Pierwsza krew (First Blood, Rambo – First Blood) [produkcja]
- 1985 – Zabobony (Superstition) [produkcja]
- 1985 – Rambo II (Rambo: First Blood Part II) [produkcja]
- 1987 – Harry Angel (Angel Heart) [produkcja]
- 1987 – Nienawiść (Extreme Prejudice) [produkcja]
- 1987 – Książę ciemności (Prince of Darkness) [produkcja]
- 1988 – Schronisko dla zwierząt i legenda o Big Pow, czyli wielkiej łapie (Pound Puppies and the Legend of Big Paw) [produkcja]
- 1988 – Rambo III[6] [produkcja]
- 1988 – Czerwona gorączka (Red Heat) [produkcja]
- 1988 – Oni żyją (They Live) [dystrybucja międzynarodowa]
- 1988 – Żelazny Orzeł II (Iron Eagle II) [produkcja]
- 1988 – Obserwatorzy (Watchers) [produkcja]
- 1989 – Obcy z głębin (DeepStar Six) [produkcja]
- 1989 – Tropiciel (lapoński: Ofelaš, norweski: Veiviseren) [dystrybucja amerykańska]
- 1989 – Pole marzeń (Field of Dreams) [produkcja]
- 1989 – Pokarm bogów: Powrót koszmaru (Food of the Gods II) [dystrybucja]
- 1989 – Osadzony (Lock Up) [produkcja]
- 1989 – Johnny Przystojniak (Johnny Handsome) [produkcja]
- 1989 – Zbrodnia ze snu (Shocker) [produkcja]
- 1989 – Czarodziej (The Wizard) [dystrybucja międzynarodowa]
- 1989 – Pozytywka (Music Box) [produkcja]
- 1990 – Góry Księżycowe (Mountains of the Moon) [produkcja]
- 1990 – Opportunity Knocks [produkcja]
- 1990 – Pamięć absolutna (Total Recall) [produkcja]
- 1990 – Air America [produkcja]
- 1990 – Niewygodny świadek (Narrow Margin) [produkcja]
- 1990 – Drabina Jakubowa (Jacob's Ladder) [produkcja]
- 1990 – Hamlet [dystrybucja międzynarodowa]
- 1991 – Historia z Los Angeles (L.A. Story) [produkcja]
- 1991 – The Doors [produkcja]
- 1991 – Szansa dla karierowicza (Career Opportunities) [produkcja]
- 1991 – Punisher (The Punisher) [dystrybucja home media w Ameryce Południowej[7]]
- 1991 – Terminator 2: Dzień sądu (Terminator 2: Judgment Day) [produkcja]
- 1992 – Nagi instynkt (Basic Instinct) [produkcja]
- 1992 – Incydent w Oglala (Incident at Oglala)
- 1992 – Uniwersalny żołnierz[8] (Universal Soldier) [produkcja]
- 1992 – Margines życia (Light Sleeper)
- 1992 – Chaplin [produkcja]
- 1993 – Na krawędzi (Cliffhanger) [produkcja]
- 1994 – Karawana (Wagons East) [produkcja]
- 1994 – Gwiezdne wrota (Stargate) [produkcja]
- 1995 – Last of the Dogmen [produkcja]
- 1995 – Showgirls [produkcja]
- 1995 – Wyspa piratów (Cutthroat Island) [produkcja]